# John Powell
John Powell (Londen, 18 september 1963) is een Brits filmcomponist die vooral actief is in de Verenigde Staten.

## Levensloop
Powell speelde viool als kind voordat hij studeerde aan het Londense conservatorium Trinity College of Music. Later richtte hij zich op jazz- en rockmuziek, en speelde hij in de soulband "The Fabulistics".
Al toen hij school verliet componeerde hij muziek voor reclames. Hierdoor kwam hij in contact met componist Patrick Doyle, waarvan hij assistent werd. Powell hielp Doyle met meerdere filmproducties, waaronder Much Ado About Nothing. In 1995 was hij medeoprichter van het Londense bedrijf "Independently Thinking Music", dat sindsdien muziek produceerde voor meer dan honderd Britse en Franse reclames en films.
In 1997 verhuisde Powell naar Verenigde Staten, waar zijn carrière als filmcomponist vaart kreeg. Hij werd een populaire keuze als componist voor komedie- en actiefilms, waaronder Robots, The Italian Job, The Bourne Identity, The Bourne Supremacy, The Bourne Ultimatum, Mr. & Mrs. Smith, Shrek, Chicken Run (samen met Harry Gregson-Williams), Endurance, Bolt, Ice Age: The Meltdown, Happy Feet, Kung Fu Panda (samen met Hans Zimmer), Face/Off en How to Train Your Dragon. Powell werkt regelmatig samen met regisseur Doug Liman, voor wie hij de Bourne-films, Mr. and Mrs. Smith en Jumper van muziek voorzag.
Powell is lid van Remote Control Productions, dat bestaat uit een team van componisten dat één zelfde soort stijl heeft, het mengen van traditionele orkestrale muziek met moderne synthesizergeluiden.

### Persoonlijk leven
Powell woont in de Verenigde Staten en was met fotografe Melinda Lerner getrouwd tot haar overlijden in 2016. Samen hebben ze een zoontje.

## Filmografie
| Jaar | Titel                                      | Opmerkingen                |
| ---- | ------------------------------------------ | -------------------------- |
| 1997 | Face/Off                                   |                            |
| 1998 | With Friends Like These...                 |                            |
| 1998 | Antz                                       | met Harry Gregson-Williams |
| 1999 | Endurance                                  |                            |
| 1999 | Forces of Nature                           |                            |
| 1999 | Chill Factor                               | met Hans Zimmer            |
| 2000 | The Road to El Dorado                      | met Hans Zimmer            |
| 2000 | Chicken Run                                | met Harry Gregson-Williams |
| 2001 | Just Visiting                              |                            |
| 2001 | Shrek                                      | met Harry Gregson-Williams |
| 2001 | Evolution                                  |                            |
| 2001 | Rat Race                                   |                            |
| 2001 | I Am Sam                                   |                            |
| 2002 | D-Tox                                      |                            |
| 2002 | The Bourne Identity                        |                            |
| 2002 | Drumline                                   |                            |
| 2002 | The Adventures of Pluto Nash               |                            |
| 2002 | Two Weeks Notice                           |                            |
| 2003 | Stealing Sinatra                           |                            |
| 2003 | Angent Cody Banks                          |                            |
| 2003 | The Italian Job                            |                            |
| 2003 | Gigli                                      |                            |
| 2003 | Paycheck                                   |                            |
| 2004 | The Bourne Supremacy                       |                            |
| 2004 | Mr. 3000                                   |                            |
| 2004 | Alfie                                      |                            |
| 2005 | Be Cool                                    |                            |
| 2005 | Robots                                     |                            |
| 2005 | Mr. & Mrs. Smith                           |                            |
| 2006 | Ice Age: The Meltdown                      |                            |
| 2006 | United 93                                  |                            |
| 2006 | X-Men: The Last Stand                      |                            |
| 2006 | Happy Feet                                 |                            |
| 2007 | The Bourne Ultimatum                       |                            |
| 2007 | P.S. I Love You                            |                            |
| 2008 | Jumper                                     |                            |
| 2008 | Horton Hears a Who                         |                            |
| 2008 | Stop-Loss                                  |                            |
| 2008 | Kung Fu Panda                              | met Hans Zimmer            |
| 2008 | Hancock                                    |                            |
| 2008 | Bolt                                       |                            |
| 2009 | Ice Age: Dawn of the Dinosaurs             |                            |
| 2010 | Green Zone                                 |                            |
| 2010 | How to Train Your Dragon                   |                            |
| 2010 | Fair Game                                  |                            |
| 2010 | Knight and Day                             |                            |
| 2011 | Mars Needs Moms                            |                            |
| 2011 | Rio                                        |                            |
| 2011 | Kung Fu Panda 2                            | met Hans Zimmer            |
| 2011 | Happy Feet Two                             |                            |
| 2012 | Dr. Seuss' The Lorax                       |                            |
| 2012 | Ice Age: Continental Drift                 |                            |
| 2014 | Rio 2                                      |                            |
| 2014 | How to Train Your Dragon 2                 |                            |
| 2015 | Pan                                        |                            |
| 2016 | Jason Bourne                               | met David Buckley          |
| 2017 | Ferdinand                                  |                            |
| 2018 | Solo: A Star Wars Story                    |                            |
| 2019 | How to Train Your Dragon: The Hidden World |                            |
| 2020 | The Call of the Wild                       |                            |
| 2021 | Locked Down                                |                            |
| 2022 | Don't Worry Darling                        |                            |
| 2023 | Migration                                  |                            |
| 2024 | Thelma the Unicorn                         |                            |
| 2024 | That Christmas                             |                            |
| 2024 | Wicked                                     |                            |
| 2025 | How to Train Your Dragon                   |                            |

## Overige producties

### Televisiefilms
| Jaar | Titel      | Opmerkingen |
| ---- | ---------- | ----------- |
| 1998 | Human Bomb |             |

### Televisieseries
| jaar | Titel         | Opmerkingen |
| ---- | ------------- | ----------- |
| 1989 | Star Lucky    | 1989-1993   |
| 1996 | High Incident | 1996-1997   |

### Documentaires
| Jaar | Titel                         | Opmerkingen |
| ---- | ----------------------------- | ----------- |
| 2023 | Still: A Michael J. Fox Movie |             |

### Korte films
| Jaar | Titel                                      | Opmerkingen                      |
| ---- | ------------------------------------------ | -------------------------------- |
| 1994 | Les Escarpins Sauvages                     |                                  |
| 1996 | Je Suis Ton Châtiment                      |                                  |
| 2005 | Aunt Fanny's Tour of Booty                 |                                  |
| 2008 | Kung Fu Panda: Secrets of the Furious Five | met Hans Zimmer en Henry Jackman |
| 2010 | Legend of the Boneknapper Dragon           |                                  |
| 2010 | The Last Shot 2                            |                                  |
| 2010 | Kung Fu Panda Holiday                      | met Hans Zimmer en Henry Jackman |
| 2011 | Dragons: Gift of the Night Fury            |                                  |
| 2011 | Book of Dragons                            |                                  |
| 2011 | Kung Fu Panda: Secrets of the Masters      | met Hans Zimmer en Lorne Balfe   |
| 2012 | The Scratist                               |                                  |
| 2024 | The Last Ranger                            |                                  |

### Dirigent
| Jaar | Titel                      | Opmerkingen |
| ---- | -------------------------- | ----------- |
| 1998 | With Friends Like These... |             |
| 2004 | The Bourne Supremacy       |             |
| 2005 | Mr. & Mrs. Smith           |             |
| 2008 | Stop-Loss                  |             |

## Prijzen en nominaties

### Academy Awards
| Jaar | Titel                    | Categorie        | Uitslag     |
| ---- | ------------------------ | ---------------- | ----------- |
| 2011 | How to Train Your Dragon | Beste filmmuziek | Genomineerd |

### BAFTA Awards
| Jaar | Titel                    | Categorie        | Uitslag     |
| ---- | ------------------------ | ---------------- | ----------- |
| 2002 | Shrek                    | Beste filmmuziek | Genomineerd |
| 2007 | Happy Feet               | Beste filmmuziek | Genomineerd |
| 2011 | How to Train Your Dragon | Beste filmmuziek | Genomineerd |

### Emmy Awards
| Jaar | Titel                         | Categorie                                                                                | Uitslag  |
| ---- | ----------------------------- | ---------------------------------------------------------------------------------------- | -------- |
| 2023 | Still: A Michael J. Fox Movie | Beste compositie voor een documentaireserie of special (originele dramatische partituur) | Gewonnen |

### Grammy Awards
| Jaar | Titel                   | Categorie                                                                    | Uitslag     |
| ---- | ----------------------- | ---------------------------------------------------------------------------- | ----------- |
| 2008 | Happy Feet              | Beste partituur soundtrackalbum voor film, televisie of andere visuele media | Genomineerd |
| 2019 | Solo: A Star Wars Story | Beste instrumentale compositie, voor "Mine Mission"                          | Genomineerd |
| 2019 | Ferdinand               | Beste arrangement, instrumentaal of a capella, voor "Madrid Finale"          | Genomineerd |

## Hitlijsten

### Albums
| Album met hitnotering(en) in de Vlaamse Ultratop 200 albums | Datum van verschijnen | Datum van binnenkomst | Hoogste positie | Aantal weken | Opmerkingen                    |
| ----------------------------------------------------------- | --------------------- | --------------------- | --------------- | ------------ | ------------------------------ |
| Jason Bourne                                                | 2016                  | 20-08-2016            | 193             | 1            | met David Buckley / soundtrack |
| Solo: A Star Wars Story                                     | 2018                  | 02-05-2018            | 41              | 3            | met John Williams / soundtrack |